# Águilas
Águilas est une ville au sud-est de l'Espagne, dans la région de Murcie. Elle est située sur le littoral.
Sa population est de 33 134 habitants en 2007.

## Sport
La ville possède son propre stade, le Stade El Rubial, qui sert d'enceinte à domicile au principal club de football de la ville, l'Águilas Club de Fútbol.

## Personnalités liées à la commune
- Teresa Hoyos (1918-2011), femme politique[1].

## Galerie

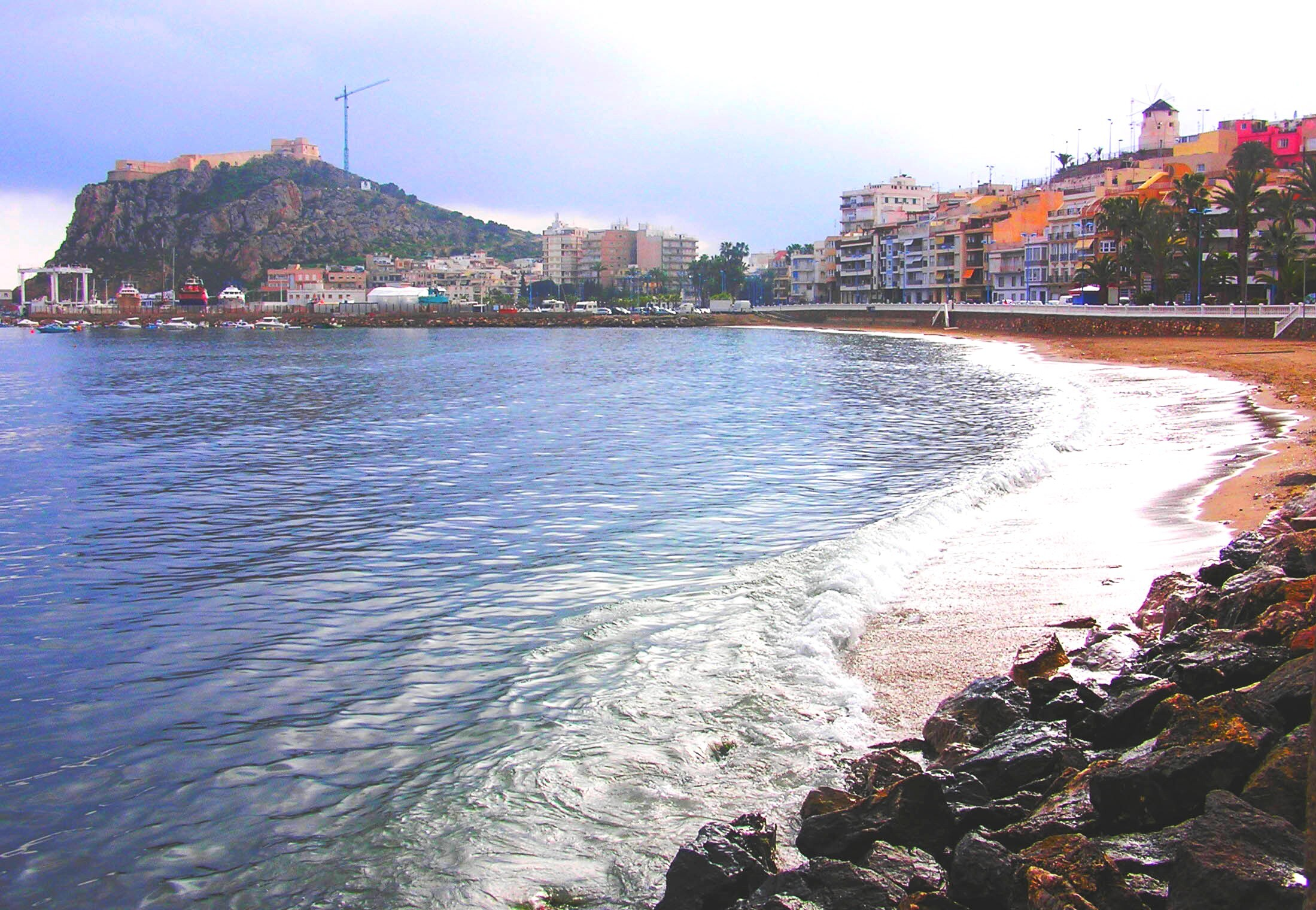
Plage de Águilas